# Joachim Ringelnatz
Joachim Ringelnatz, pseudônimo de Hans Bötticher (Wurzen, 7 de agosto de 1883 — Berlim, 17 de novembro de 1934) foi um poeta e pintor alemão. Foi marinheiro em sua juventude, mais tarde seguindo outros rumos profissionais, inclusive como escritor.
A sua criação mais popular é a do marinheiro anárquico Kuddel Daddeldu (ver desenho ao lado).
Ringelnatz é reconhecido, em especial, por seus poemas irônicos e seus vários pseudônimos. Por exemplo, em sua versão de Chapeuzinho Vermelho, ele diz que a menina trazia dentro de sua cesta de delícias preparadas para a vovozinha por sua mãe, uma garrafa de uísque escocês - tudo para fazer a vovó ficar mais forte e mais faceira.
Em 1933 o regime nazista inseriu seu nome em sua lista de artistas degenerados proibidos na Alemanha.

## Obras
- 1910 Gedichte
- 1911 Was ein Schiffsjungen-Tagebuch erzählt
- 1912 Die Schnupftabaksdose. Stumpfsinn in Versen und Bildern von Hans Bötticher und Richard Seewald
- 1913 Ein jeder lebt's. Novellen (Reconstrução digital: UB Bielefeld)
- 1920/1923 Turngedichte
- 1920 Kuttel Daddeldu oder das schlüpfrige Leid
- 1921 Die gebatikte Schusterpastete
- 1922 Die Woge. Marine-Kriegsgeschichten
- 1923 Kuttel Daddeldu (Reconstrução digital: Kuttel Daddeldu. Neue Gedichte der erweiterten Ausgabe, digitale Rekonstruktion einer Ausgabe von 1924/ UB Bielefeld)
- 1924 ...liner Roma... Mit 10 Bildern von ihm selbst.
- 1924 Nervosipopel. Elf Angelegenheiten
- 1927 Reisebriefe eines Artisten
- 1928 Allerdings (Reconstrução digital: UB Bielefeld)
- 1928 Als Mariner im Krieg (sob o pseudônimo Gustav Hester)
- 1928 Matrosen. Erinnerungen, ein Skizzenbuch, handelt von Wasser und blauem Tuch
- 1929 Flugzeuggedanken
- 1931 Mein Leben bis zum Kriege (Autobiografia)
- 1931 Kinder-Verwirr-Buch mit vielen Bildern
- 1932 Die Flasche und mit ihr auf Reisen
- 1932 Gedichte dreier Jahre (Reconstrução digital: UB Bielefeld)
- 1933 103 Gedichte (Reconstrução digital: UB Bielefeld)
- 1934 Gedichte, Gedichte von Einstmals und Heute

### Póstumas
- 1935 Der Nachlaß
- 1939 Kasperle-Verse